# Germaine Rouault

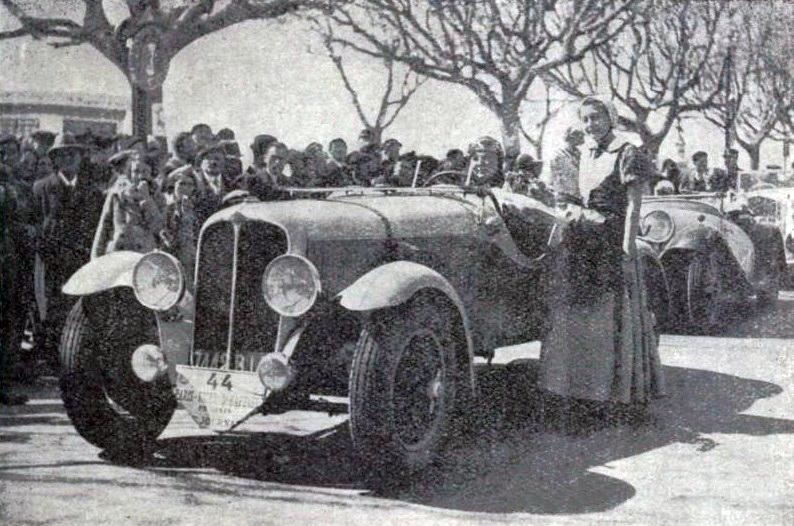
Germaine Rouault in ihrem Delahaye, nach dem Sieg beim Rennen Paris-Nizza 1937

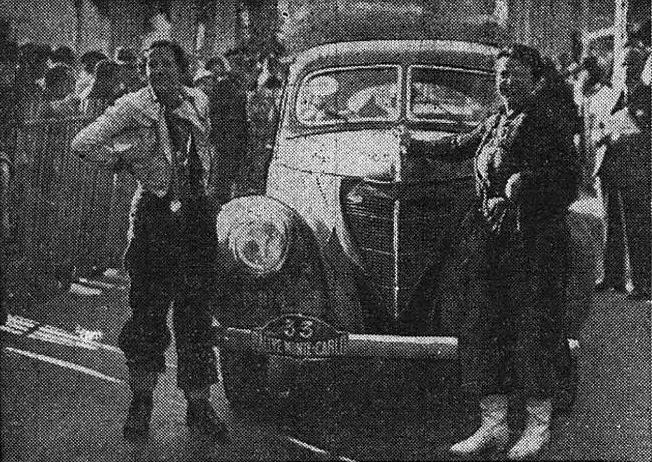
Germaine Rouault (links) bei der Rallye Monte Carlo 1938

Germaine Rouault (* 16. August 1905 in Paris; † 4. November 1982 in Sevran) war eine französische Autorennfahrerin.

## Karriere
Germaine Rouault kam in den 1930er-Jahren zum Motorsport und wurde zu Beginn ihrer Karriere von Odette Siko gefördert. Siko war einige Jahre älter als Germaine Rouault und konnte bereits auf einige Rennerfahrungen zurückgreifen. Nach dem dritten Rang bei der Rallye Monte Carlo 1933 wurde Rouault rasch bekannt und populär. Bis zum Ausbruch des Zweiten Weltkriegs trat sie noch sechs weitere Male dort an, regelmäßig auf französischen Fahrzeugen, darunter Renault, Salmson und Matford. Die Veranstaltung des Automobile Clubs de Monaco an der mondänen Côte d’Azur passte ausgezeichnet zu ihrer Erscheinung. Die attraktive Pariserin war immer exklusiv gekleidet und ging bei Rallyes hin und wieder auch im langen Damenrock an den Start. Am Rande der Motorsportveranstaltungen bewegte sie sich gerne im Kreise ihrer befreundeten Rennfahrerkolleginnen und Landsfrauen, darunter neben der Tänzerin und „Bugatti-Queen“ Hellé Nice (1900–1984) auch Anne-Cécile Rose-Itier (1890–1980) und Yvonne Simon (1917–1992).
In den letzten Jahren vor dem Beginn des Zweiten Weltkriegs hatten Straßenrennen in Frankreich eine große Popularität. Diese Rennen, die oft von Stadt zu Stadt führten, wurden zu ihrer bevorzugten Motorsportwelt. Oftmalige Partnerin war Lucy O’Reilly Schell, die Ehefrau von Laury Schell und Mutter des Formel-1-Fahrers Harry Schell. Auf einem Delahaye beendete das Duo 1935 das Rennen Paris–Saint-Raphaël an der zweiten Stelle der Gesamtwertung und gewann 1937 die Veranstaltung Paris–Nizza. Erfolge gelangen ihr auch auf der Rundstrecke. 1935 wurde sie Siebte beim Grand Prix de la Marne und kam in einem Delahaye 135CS beim 3-Stunden-Rennen von Marseille 1937 auf derselben Position ins Ziel. Ihr größter Erfolg im Sportwagensport war der dritte Gesamtrang beim 12-Stunden-Rennen von Paris 1938 auf dem Autodrome de Linas-Montlhéry mit Anne-Cécile Rose-Itier im Delahaye 135CS Coupé.
Nach dem Ende des Zweiten Weltkriegs nahm sie 1948 den Rennsport wieder auf und startete erneut beim 12-Stunden-Rennen von Paris. Mit ihrem schon in die Jahre gekommenen Delahaye kam sie 1949 zum 24-Stunden-Rennen von Spa-Francorchamps. Auch hier blieb sie ihrer Ankündigung aus den 1930er-Jahren treu, ausschließlich mit Frauen als Teamkollegen zu starten. In Spa erfüllte Yvonne Simon diese Anforderung, mit der sie den elften Rang im Schlussklassement erreichte. Weitere Partnerinnen waren unter anderem Gilberte Thirion bei der Rallye Marokko und Régine Gordine, mit der sie in Le Mans und bei der Tour de France für Automobile 1952 fuhr. Auch bei der Rallye Monte Carlo trat sie ab 1950 wieder regelmäßig an, nun auf unterschiedlichen Simca-Modellen und wiederum Renault. Mitte der 1950er-Jahre klang ihre Karriere langsam aus, die nach der Rallye Monte Carlo 1956 endete.

## Statistik

### Rallye Paris–Saint-Raphaël Féminin
In der Zeit vor dem Zweiten Weltkrieg trat Germaine Rouault ab 1935 mehrfach bei der Rallye Paris–Saint-Raphaël Féminin an, einer nur für Frauen ausgeschriebenen Fernfahrt durch Frankreich; das angesehene Rennen fand alljährlich seit 1929 statt und führte regelmäßig über eine Distanz von 1500 bis 2500 Kilometer.
- 1935: 2. Platz auf Delahaye Sport (hinter Olga Thibault auf einem Peugeot 201 und vor Lucy O’Reilly Schell, ebenfalls auf Delahaye Sport)
- 1936: 1. Platz auf einem Delahaye 135S
- 1937: 1. Platz (vermutlich wiederum auf Delahaye, vor Yvonne Simon auf einem Hotchkiss Grand Sport und Simone des Forest)
- 1939: 2. Platz (zugleich ein Klassensieg) auf einem Delahaye 135 (hinter Yvonne Simon auf einem Hotchkiss Grand Sport und vor Betty Haig auf MG)[4]

### Rallye Monte Carlo – Coupe des Dames (Damenwertung)
- 1938: 1. Platz auf einem Matford (zusammen mit „Madame J. D’Herlique“, Gesamtrang 7)[5]
- 1950: 1. Platz auf einem Simca 8 (zusammen mit Regine Gordine, Gesamtrang 16)[6]

### Le-Mans-Ergebnisse
| Jahr | Team                              | Fahrzeug                   | Teamkollege    | Platzierung | Ausfallgrund |
| ---- | --------------------------------- | -------------------------- | -------------- | ----------- | ------------ |
| 1938 | Fernande Roux et Germaine Rouault | Amilcar G36 Pegase Special | Fernande Roux  | Ausfall     | Motorschaden |
| 1950 | Mmes Rouault et Gordine           | Simca-Gordini TMM          | Régine Gordine | Ausfall     | Unfall       |